# Бален, Мирей
Бланш Мире́й Сезари́н Бале́н (фр. Blanche Mireille Césarine Balin; 20 июля 1909, Монте-Карло, Монако — 9 ноября 1968, Клиши-ла-Гаренн) — французская киноактриса.

## Биография
Родилась 20 июля 1909 года в одной из клиник Монте-Карло. Дочь французского журналиста из «La tribune de Genève», в школе-интернате для девочек учила итальянский, немецкий и английский языки, обучалась игре на фортепиано и верховой езде. Из-за финансовых трудностей в семье переехала в Париж, зарабатывала на жизнь в качестве секретаря кутюрье Жана Пату, но впоследствии стала у него супермоделью. В 1932 году режиссёр Морис Каммаж открыл Мирей Бален для кино, поручив ей небольшую роль в фильме «Vive la classe», плёнка которого не сохранилась (как и надёжные свидетельства участия Бален в этой картине). Режиссёр и сценарист Жан де Лимур заметил её фото в журнале Paris Magazine и сообщил о ней немецкому режиссёру Георгу Пабсту.
Пабст снял Бален в роли второго плана в своём фильме 1932 года «Дон Кихот», после чего она, полагая этот опыт только коротким перерывом из меркантильных соображений, вернулась в дом мод Martial et Armand, продолжив карьеру модели. Тем не менее, уже в 1933 году она вновь появилась на экране в фильме Роберта Сиодмака «Слабый пол» и в том же году в фильме «Прощайте, счастливые денёчки» снималась вместе с Жаном Габеном. Вступила в связь с политиком Раймоном Панотром, но в 1934 году, отказавшись от дублёрши в откровенных сценах фильма «Найдена обнажённая женщина» (On a trouvé une femme nue), вступила в конфликт с ним, завершившийся в 1936 году разрывом.
В этом же году снялась в фильме Жюльена Дювивье «Пепе ле Моко» с Жаном Габеном в главной роли, который имел большой зрительский успех и сделал Мирей Бален кинозвездой (в фильм она попала случайно — поначалу Дювивье только рекомендовал её продюсерам — братьям Роберту и Раймонду Хакимам, чтобы подавать реплики Габену, но в итоге её дуэт с этим актёром оказался незабываемым). Второй раз эта пара появилась в фильме Жана Гремийона «Сердцеед».
Следующим партнёром Бален стал Тино Росси в совместном франко-итальянском фильме режиссёра Аугусто Дженина «Огненный поцелуй Неаполя», вновь спродюсированном братьями Хаким. В 1937 году по контракту с MGM она прибыла в Нью-Йорк, но в 1938 году, не снявшись ни в одном фильме, выкупила контракт, вернулась во Францию и поселилась на вилле близ Канн, которую назвала в честь песни своего возлюбленного Росси — Catari.
В 1938 году снялась в фильме Жана Деланнуа «Золотая Венера», который не оставил заметного следа в истории кино, а в 1939 году в фильме того же режиссёра «Макао, ад картёжников» Бален познакомилась с опытным актёром Эрихом фон Штрогеймом. Первый Каннский кинофестиваль должен был открыться 1 сентября 1939 года, но был отменён из-за начала Второй мировой войны. Бален отправилась в Италию и снялась в новом фильме Аугусто Дженина — «Осада Алькасара», сочувственно показавшем франкистов в Испанской гражданской войне. В 1940 году немецкие оккупационные власти запретили демонстрацию в парижских кинозалах фильма «Макао, ад картёжников».

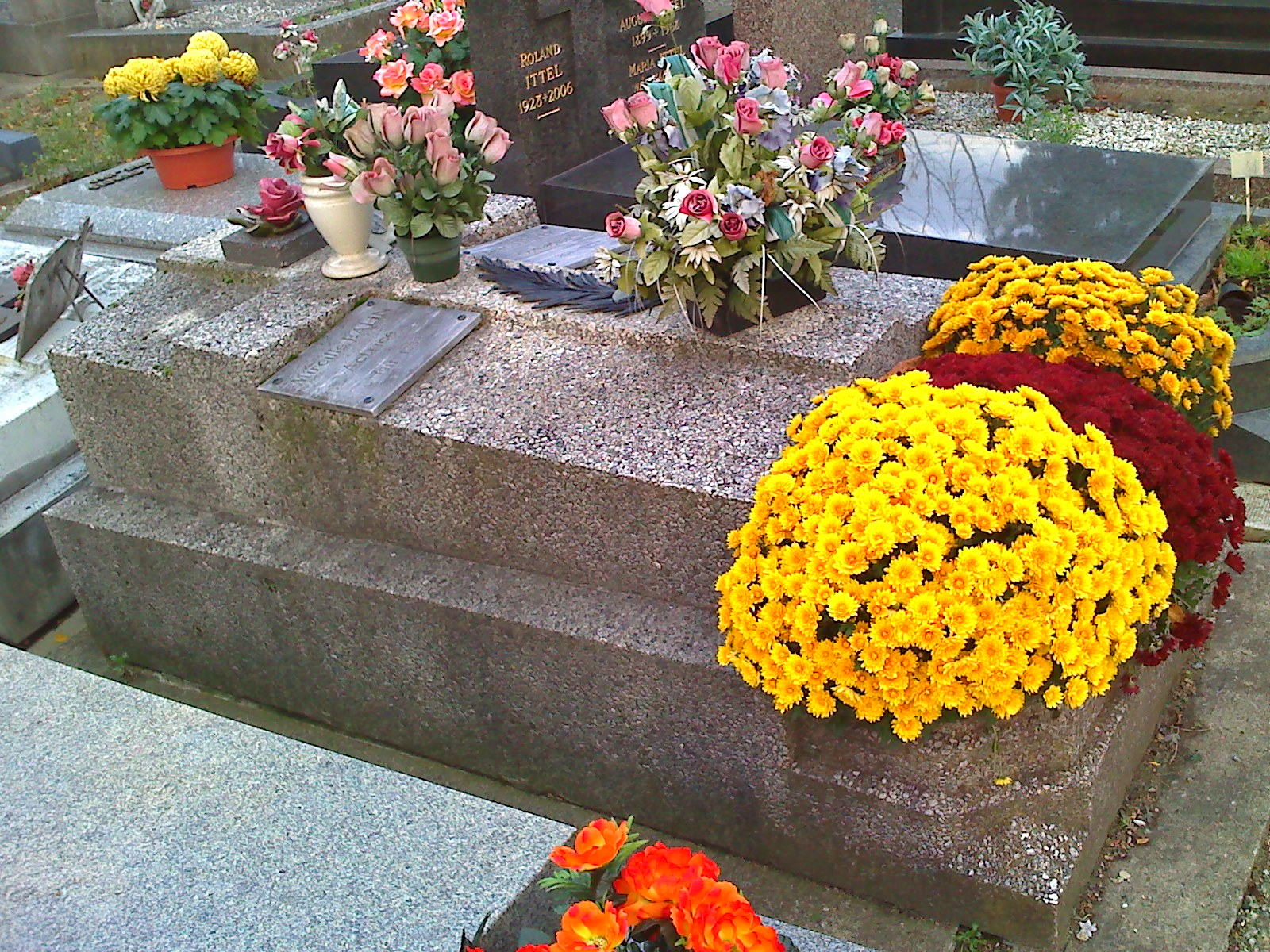
Могила Мирей Бален и актёра Тисье, Жан, также умершего в приюте La roue tourne, на парижском кладбище Кладбище Сент-Уан (Париж).

После капитуляции Франции Бален некоторое время жила вместе с Тино Росси на своей вилле Catari до разрыва в сентябре 1941 года, а затем вернулась в Париж, где посещала приёмы в посольстве Германии. На одном из них она встретилась с немецким офицером, австрийцем Бирлем Десбоком, с которым ещё в 1938 году познакомилась в Кицбюэле. Они обручились в Каннах в ноябре 1942 года и в том же году она сыграла в фильме Жака Беккера «Последний козырь» и в картине Робера Верне «Женщина, которую я любил сильнее всего», но затем вместе с Десбоком удалилась на виллу Catari.
После освобождения Парижа 25 августа 1944 года Бален и Десбок решили бежать на Ближний Восток и направились к границе с Италией, но 28 сентября 1944 года были схвачены отрядом партизан из числа так называемых Внутренних французских сил (FFI). Бален была избита, подвержена групповому изнасилованию (в присутствии Десбока) и брошена в тюрьму в Ницце по подозрению в коллаборационизме, где занималась починкой военных курток. 2 ноября Десбок был передан американцам, а 23 декабря Бален была выпущена на свободу, потому что ни одно из выдвинутых против неё обвинений не подтвердилось (её насильники в 1948 году были приговорены к 18 годам каторжных работ). Она разошлась с Десбоком примерно в 1947 году, который после этого уехал в Баварию, женился и умер в 1997 году.
Жизнь, карьера и здоровье Мирей Балин были разрушены. Большинство знакомых отвернулись от неё. Хотя в 1946 году режиссёр Леон Мато снял её в новом фильме «Последняя поездка», он в итоге стал последним в карьере актрисы — в послевоенном кинематографе набирал обороты неореализм и Бален с её амплуа роковых женщин оказалась в нём просто не востребована.
Не имея стабильного дохода и потому вынужденная продать виллу Catari и парижские апартаменты из-за претензий налоговой инспекции, Бален арендовала небольшой коттедж в Каннах, перенесла инсульт, менингит и бруцеллёз, начались проблемы со зрением. В 1957 году переехала в Париж к родственникам, но те вскоре погибли в авиакатастрофе, и Бален вновь оказалась на улице, но была спасена благотворительной организацией «La roue tourne», основанной Полем Азаисом для оказания помощи престарелым и больным актёрам. В приюте этой организации Бален и провела остаток жизни, умерев в Божонской больнице 9 ноября 1968 года в 59 лет, будучи в полном забвении. Сама Бален при жизни утверждала, что не жалеет о том, что так сложилась её судьба, и что если бы ей был дан шанс прожить жизнь заново, то она не стала бы ничего в ней менять.
Актрису похоронили на кладбище Сент-Уэн в Сент-Уэн-сюр-Сене. Организация добилась того, чтобы актрису похоронили в отдельной могиле. Из всех деятелей французского кино на похоронах присутствовал лишь Жан Деланнуа. В 1973 году к ней был подхоронен актёр Жан Тиссье, аналогично живущий под конец жизни на полном обеспечении ассоциации и умерший в полной нищете.

## Фильмография
- 1932: Да здравствует увольнение в запас / fr:Vive la classe, Мориса Каммажа[фр.]
- 1932: Дон Кихот / Don Quichotte Георга Вильгельма Пабста: племянница
- 1933: Слабый пол / Le Sexe faible Роберта Сиодмака: Николь
- 1933: Прощайте, счастливые денёчки / fr:Adieu les beaux jours, Андре Бюклера[фр.] и Иоганна Майера[нем.]: девушка
- 1933: Vive la compagnie, Клода Мюлена (Claude Moulins): Лилетт
- 1934: Найдена обнажённая женщина / fr:On a trouvé une femme nue, Лео Жаннона[фр.]: Дениз
- 1934: Если бы я был хозяином / fr:Si j'étais le patron, Ришара Потье[фр.]: Марсель
- 1935: Marie des Angoisses, Мишеля Бернхайма[фр.]: Мари
- 1936: Девушки Парижа / fr:Jeunes Filles de Paris Клода Вермореля[фр.]: Джин (Gine)
- 1936: Роман одного спаги / Le Roman d’un spahi, Мишеля Бернхайма: Кора
- 1936: Пепе ле Моко / Pépé le Moko Жюльена Дювивье: Габи Гулд
- 1937: Сердцеед / Gueule d’amour Жана Гремийона: Мадлен
- 1937: Огненный поцелуй Неаполя / Naples au baiser de feu, Аугусто Дженина: Ассунта
- 1938: Золотая Венера / fr:La Vénus de l'or, Жана Деланнуа и Шарля Мере[фр.]: Жюдит
- 1938: Капитан Бенуа / fr:Le Capitaine Benoît, Мориса де Каноня[фр.]: Вера Агатшефф (Véra Agatcheff)
- 1938: Огненная земля / Terre de feu Марселя Л’Эрбье: Жоржетт
- 1939: Огненная земля / it:Terra di fuoco Джорджо Феррони и Марселя Л’Эрбье, итальянская версия: Georgette
- 1939: Выстрелы / fr:Coups de feu, Рене Барбериса[фр.]: графиня Вильма Изопольска
- 1939: Срочный вызов / fr:Rappel immédiat, Леона Мато[фр.]: Хелен Уэллс
- 1939: Угрозы / fr:Menaces Эдмона Т. Гревиля: Дениз
- 1939: Дело совести / Cas de conscience Вальтера Каппса[фр.] — (сцены с участием Мирей Бален вырезаны при монтаже и пересняты с участием Сьюзи Прим[фр.])
- 1940: Макао, ад картёжников / fr:Macao, l'enfer du jeu Жана Деланнуа: Мирей
- 1940: Осада Алькасара / it:L'assedio dell'Alcazar Аугусто Дженина: Кармен Геррера
- 1941: Фромон младший и Рислер старший / Fromont jeune et Risler aîné Леона Мато: Зидони Шеб (Sidonie Chèbe)
- 1942: Убийца боится ночи / fr:L'assassin a peur la nuit, Жана Деланнуа: Лола Грасьёз (Lola Gracieuse)
- 1942: Последний козырь / Dernier Atout Жака Беккера: Белла Скор
- 1942: Ольван / fr:Haut-le-Vent Жака де Баронселли: Жизель Эстебан
- 1942: Женщина, которую я любил сильнее всего / fr:La Femme que j'ai le plus aimée Робера Верне: Джейн
- 1942: Малярия / Malaria Жана Гурге[фр.]: Мадлен Барраль (Madeleine Barral)
- 1947: Последняя поездка / La Dernière Chevauchée Леона Мато: Луиза Валерьян (Louise Valérian)